# Droga Madejowa
Droga Madejowa (Leśna Droga, 480–535 m n.p.m.) – droga w Masywie Śnieżnika, w Sudetach.
Główna droga leśna w masywie szczytu Dzielec. Zaczyna się na pl. Partyzantów w mieście Lądek-Zdrój prowadzi szerokimi zakosami pod górę, którą obchodzi pętlą obejmującą Skały Kamionki i Wysoki Okap, prowadzi przez lasy regla dolnego.